# Campo de concentración de Castuera
El campo de concentración de Castuera fue un campo de concentración franquista situado en las proximidades de la localidad española de Castuera, provincia de Badajoz, cuya actividad se desarrolló tras la guerra civil española con el fin de alojar a una gran cantidad de presos de guerra republicanos del llamado «Frente Extremeño» —del que ha sido considerado el campo de concentración más importante—, así como a civiles, sindicalistas y políticos.
Situado a unos 3 km del núcleo urbano, en un entorno conocido como finca La Verilleja, el campo operó por espacio de un año, entre marzo/abril de 1939 y marzo de 1940. Según Paul Preston, fue dirigido por Ernesto Navarrete Alcal y en él existen «gigantescas» fosas comunes, producto de los asesinatos en masa que tuvieron lugar, entre cuyas víctimas se encontró el alcalde republicano de Zafra José González Barrero, enviado a Castuera y ejecutado en abril de 1939.
Los prisioneros sufrieron también hacinamiento, inanición y trabajos forzados. Se ha mencionado la posibilidad de sacas de presos entre el campo y las localidades de Villanueva de la Serena y Magacela. El 31 de julio de 2008 fue incoado expediente de declaración de Bien de Interés Cultural para este campo de concentración, en la categoría de sitio histórico. Según Julián Chaves, director del proyecto para la recuperación de la memoria histórica de Extremadura, en el campo hubo entre 8000 y 9000 prisioneros, aunque otras fuentes estiman un total de 15 000-20 000.

Mujer que adoro, cuánto siento
no poderte abrazar ya.
Aquí termina mi triste vida
y cualquier día me sacarán (...).
Cuando el piquete me esté apuntando
yo tu retrato lo besaré
y cuando manden romper fuego
yo con mi sangre lo bañaré

Himno de los presos del campo  de  concentración de Castuera

## Descripción

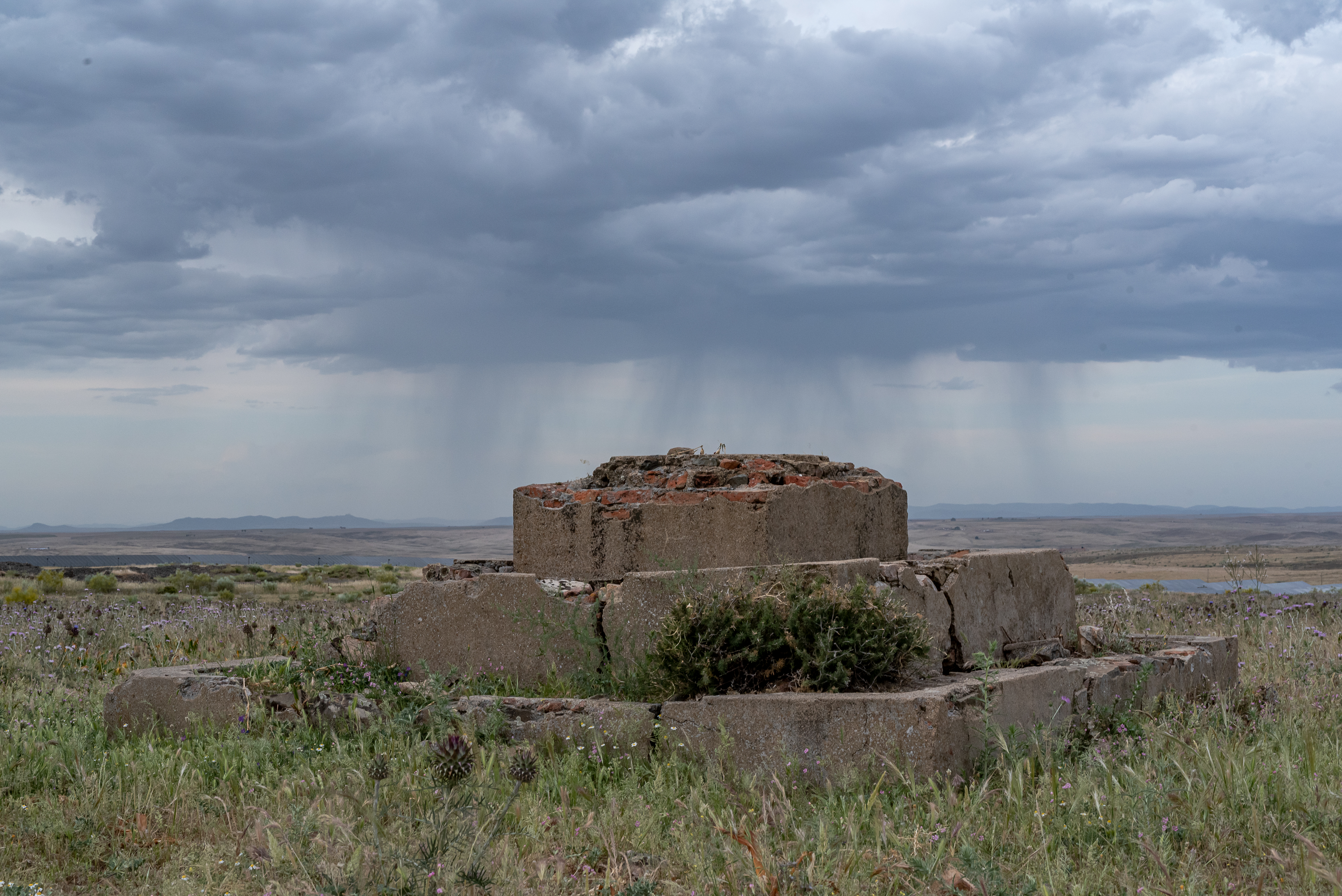
Restos del campo de concentración de Castuera, Badajoz

El campo de concentración de prisioneros de Castuera era un recinto delimitado por un foso perimetral con doble alambrada. Constaba además de instalaciones, ya desaparecidas, con barracones prefabricados tanto dentro del recinto alambrado como fuera de él. Los que estaban fuera eran destinados a los militares y las milicias franquistas: falangistas y requetés, desde donde se dedicaban a la custodia y organización del campo de concentración. Los barracones ubicados dentro eran utilizados casi exclusivamente por los prisioneros. Existían ocho calles de barracones, además de una fila más pequeña que cubría cuatro barracones. Las filas a su vez estaban distribuidas sobre el terreno en dos bloques de cuatro filas de barracones cada uno. En medio de esos dos bloques se abría un espacio despejado, a modo de plaza del campo, donde se celebraban las revistas de los prisioneros y se oficiaban misas de campañas o cualquier otro acto. Esta plaza estaba presidida por una cruz que se levantaba sobre una peana de cemento. Igualmente cada fila de barracones estaba intercalada con calles empedradas alcanzando las calles una longitud total de 177,60 metros, orientadas en dirección norte-sur, comunicándose las calles empedradas gracias a unos pasillos establecidos entre el espacio que quedaba entre los laterales de los barracones desplegados en hilera. Cada una de esas filas contaba con diez barracones, que junto con los cuatro antes mencionados harían un total de 84 barracones. A estos habría que añadir los que contuviera el recinto poligonal que cercano al puesto de mando fue construido para contener a los incomunicados.

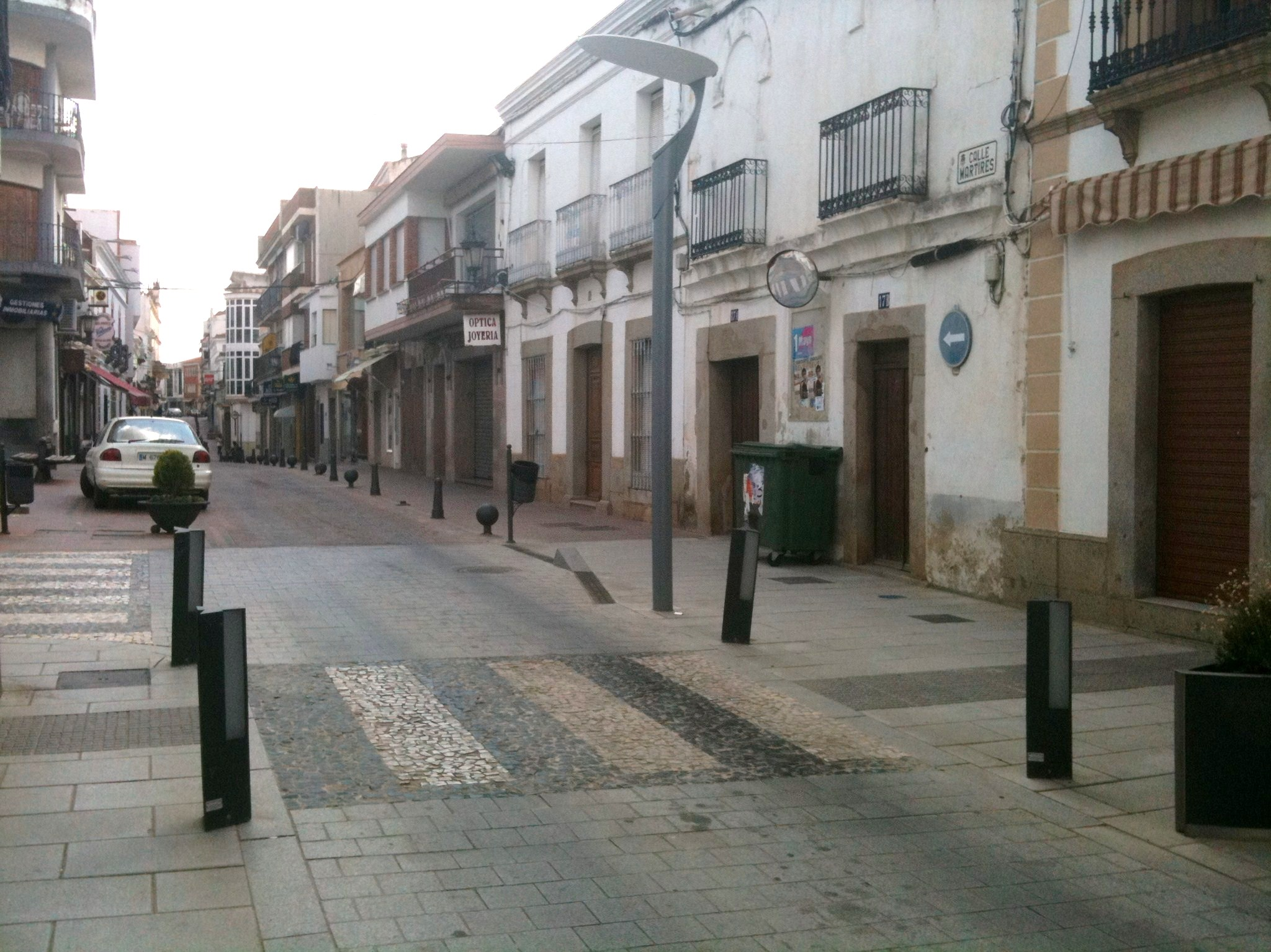
Localidad de Castuera en el año 2010, situada a escasos tres kilómetros del antiguo campo de concentración.

Las dimensiones de los barracones eran de 15,50 metros de largo por 4,50 metros de ancho. Se realizaron dos pozos para captación de aguas. Uno de ellos con más caudal se le instaló un cigüeñal para sacar agua y abastecer el lavadero de 10 senos construido con mortero y donde tendrían acceso los prisioneros al estar incluido en el recinto alambrado. Orientado al norte y tras un pequeño promontorio se situaban las letrinas a las que se accedía por un extremo del propio campo. Está formado por dos zanjas no muy profundas que se prolongan hacia el norte, en dirección al trazado del tren. Por la misma zona se situó el basurero del campo. Fuera del recinto alambrado estaba la casa del jefe de campo que se situaba en los inicios de la ladera de la sierra, antes de llegar al camino que va de Castuera a Benquerencia de la Serena. También fuera del campo y a noventa metros dirección oeste con respecto a la cruz antes señalada estaba el machón de cemento que sostenía a la bandera. El castillete de la Gamonita estaba fuera del recinto alambrado y contuvo, junto con dependencias anejas, parte de la burocracia del campo: recepción de prisioneros, llegada de comunicaciones de los familiares de los prisioneros.
El bien se encuentra dentro de la finca privada «La Verilleja». Se trata de un terreno de pasto sin fondo suficiente para la práctica del laboreo. Gracias a esas características se ha mantenido intacta su estructura. Son fácilmente reconocibles sobre el terreno un foso perimetral y entrada principal, con calles empedradas y calles de barracones, plaza y peana de cemento para sostener la cruz, lavaderos, letrinas y escombrera, un asiento donde estaba el barracón del jefe de campo y trincheras para máquinas ametralladoras, el castillete de la mina de la Gamonita, peana de cemento donde estaba colocada la bandera, la escombrera mina Tetuán, donde estaba situado uno de los puestos de control y vigilancia del campo de concentración. A su vez cercano al campo y muy relacionado con su devenir histórico se situaban una zona de trincheras que bordean el cerro donde está la mina de la Gamonita y un camino empedrado construido por los prisioneros, tanto los que estaban en el campo como los encuadrados en los batallones de trabajadores.

## Condiciones de internamiento
Nada más bajar de los camiones que los transportaban al campo, los internos se colocaban en formación y, mientras iban entrando a las instalaciones, recibían golpes y malos tratos. Los guardianes azotaban a los reclusos con instrumentos lacerantes como diversión, llegando a propinar palizas de forma arbitraria. En esos primeros momentos se procedía a realizar una segunda filiación del interno, más detallada que la realizada inicialmente tras la detención.
Las condiciones de hacinamiento en las que se albergaban los prisioneros eran especialmente penosas. Un soldado franquista encargado de custodiar el campo declaró, años después, al respecto: «En cada uno de los barracones, si estaban capacitados para 70 u 80 prisioneros como mucho, había hasta 150. No se podían mover». Tampoco disponían de agua corriente para asearse ni para lavar la ropa.
La corrupción de los responsables del campo agravó la miseria de los allí recluidos. El historiador Antonio López Rodríguez ha documentado el desvío de dinero destinado a alimentar a los presos, siendo sustituido el rancho caliente por escasas latas de sardinas para compartir y mendrugos de pan. Esto motivó una multiplicación de las muertes por inanición y enfermedades, así como un gran incremento de las fugas. Según el testimonio de uno de los guardianes, el hambre se cebó mayoritariamente con los internos que carecían de apoyo familiar, en este caso prisioneros de la zona del Levante cuyos cadáveres fueron arrojados a una de las fosas comunes del campo.
Como en casi todos los centros de internamiento franquistas de guerra y posguerra, se llevó a cabo una represión sangrienta de los detenidos republicanos. Paralelamente, se puso un gran interés en ocultar estos hechos y en atenuar sus consecuencias. Así, hay constancia de que las autoridades forenses del partido judicial de Castuera alteraron certificados de defunción en este sentido: en una ocasión, un informe inicial que atribuía el fallecimiento de un prisionero a «heridas producidas por arma de fuego» quedó redactado como una «peritonitis traumática». También allí se ha comprobado cómo, frente a una veintena de fallecidos que se inscribieron en el registro, hubo un número muy superior de visitas del médico forense que certificaba las defunciones.
Los asesinatos de prisioneros se produjeron, mayoritariamente, en los primeros meses desde la apertura de las instalaciones. El jefe del campo, Ernesto Navarrete Alcal, ya había dirigido dos años antes la matanza de 307 personas en su pueblo, Fuente de Cantos. En Castuera, organizó sacas diarias desde los barracones destinados a los presos incomunicados. Según el testimonio de uno de los soldados de la guardia: «Cada noche salían dos o tres camiones cargados de hombres y los sacaban. Yo no sé bien adónde iban, pallí se decía que iban como pa Magacela. Cada día nombraban los pelotones pa los fusilamientos».
Los allí internados no eran las únicas víctimas de la represión franquista; las esposas y los familiares de los prisioneros también sufrieron vejaciones y maltrato. Algunos guardias exigían favores sexuales a las mujeres de los reclusos si querían entregar ropa o víveres a sus seres queridos para que no murieran de hambre o enfermedades. Los vecinos de Castuera presenciaron cómo varios grupos de falangistas y militares borrachos aprovechaban la presencia de las esposas e hijas de los cautivos en las cercanías del recinto para abusar de ellas.